# Alexander Iwanowitsch Miltschakow
Alexander Iwanowitsch Miltschakow (russisch Александр Иванович Мильчаков; * 29. Septemberjul. / 12. Oktober 1903greg. in Wjatka; † 17. Juli 1973 in Moskau) war ein sowjetischer Politiker und Funktionär der sowjetischen und internationalen kommunistischen Jugendbewegung. Er war von 1928 bis 1929 Generalsekretär des Komsomol.

## Leben
Miltschakow, Sohn eines Eisenbahner, schloss sich 1918 dem Sozialistischen Bund der Arbeiterjugend an und 1919 der Kommunistischen Partei Russlands (Bolschewiki) an. Ab 1919 war er Sekretär des Permer Gouvernementskomitees, später des Werchneuralsker Stadtkomitees des Komsomol. 1920 war er Sekretär des Sibirischen Büros, ab Oktober 1921 Sekretär des Südostbüros des ZK des Komsomol. Miltschakow gehörte zu den Mitbegründern des Komsomol in Sibirien. Von 1921 bis 1925 war er Mitglied, von 1925 bis 1927 Sekretär des ZK des Komsomol. Von Juli 1924 bis März 1929 war er Mitglied des Büros des ZK des Komsomol. Ab Oktober 1924 war er Leiter der Abteilung Agitation und Propaganda sowie der Abteilung für die Arbeit im Dorf beim ZK des Komsomol. 1925 wurde er Mitglied des Präsidiums des Exekutivkomitees der Kommunistischen Jugendinternationale. 1927/28 war er Generalsekretär des ZK des Komsomol der Ukrainischen SSR. Von November 1927 bis Juni 1930 war er Mitglied des ZK der Kommunistischen Partei der Ukraine (KPU), 1927/28 auch des Organisationsbüros des ZK der KPU. Von Mai 1928 bis März 1929 war er schließlich Generalsekretär der gesamtsowjetischen Komsomol-Organisation. 1930/1932 war der Leiter der Abteilung Parteiaufbau beim ZK der KPdSU.
Miltschakow war Delegierter des II. bis einschließlich IX. Kongresses des Komsomol, sowie Delegierter des XXII. bis einschließlich XVII. Parteitages der KPR bzw. der KPdSU. Auf dem XIV. (1925), XV. (1927) und XVI. (1930) Parteitag wurde er jeweils in die Zentrale Kontrollkommission der Partei gewählt. Miltschalkow war zudem Delegierter des II. bis V. Weltkongresses der Kommunistischen Jugendinternationale sowie 1924 des V. Weltkongresses der Komintern.
Von 1932 bis 1938 war er in leitender Funktion in der Goldindustrie tätig, zunächst als Vorsitzender bei Baleizoloto (russisch Балейзолото), dann als Stellvertreter des Verwalters des Industriekomplexes Wostokzoloto (russisch Востокзолото) und schließlich als Vorsitzender der Hauptverwaltung der Gold- und Platinproduktion Glawzoloto (russisch Главное управление золотоплатиновой промышленности, Главзолото) beim Ministerium des Innern.
1938 wurde Miltschakow verhaftet und verbrachte insgesamt 15 Jahre in Lagerhaft. Erst 1954 wurde er rehabilitiert. Von 1954 bis 1957 war er Abteilungsleiter für politisch-erzieherische Arbeit in der Hauptverwaltung der Arbeitsreserven beim Ministerrat der UdSSR.
Er ist der Autor der Erinnerungen Первое десятилетие. Записки старого комсомольца (Das erste Jahrzehnt. Erinnerungen eines alten Komsomolzen, Moskau 1959).

## Ehrungen
Miltschakow wurde mit dem Leninorden, dem Orden des Roten Banners der Arbeit und weiteren Medaillen ausgezeichnet worden.